# Родез (футбольний клуб)
«Родез» (фр. Rodez AF) — французький футбольний клуб з однойменного міста, заснований 1929 року. Приймає своїх суперників на «Стад Поль-Ліньйон», що вміщує 5 955 глядачів.

## Історія
Клуб був заснований в 1929 році під назвою «Стад Рутенуа» (фр. Stade ruthénois) і тривалий час грав у нижчих регіональних лігах. Лише у сезоні 1988/89 команда вперше зіграла у Дивізіоні 2, з якого відразу вилетіла. Після цього у 1990—1993 роках команда знову грала у другому дивізіоні. В цей же час у 1991 році команда досягла і найбільшого успіху у Кубку Франції, дійшовши до півфіналу, пройшовши по ходу турніру клуби вищого дивізіону, такі як «Мец» або «Сошо».
У 1993 році клуб вилетів з Дивізіону 2 і змінив своє ім'я на «Родез» (фр. Rodez Aveyron Football). Того ж року в складі клубу була створена жіноча команда, яка на відміну від чоловічої у 2010 році зуміла вийти до вищого дивізіону країни. Чоловіча ж команда тривалий час грала у нижчолігових аматорських лігах і лише 2019 року клуб повернувся до Ліги 2 після 26 років перерви, вигравши Національний чемпіонат, третій дивізіон країни.

## Досягнення

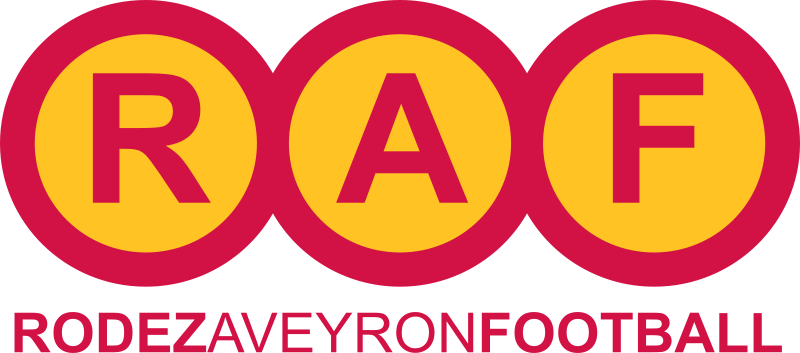
Логотип клубу до 2017 року

- Переможець Національного чемпіонату Франції (1): 2018/19